# Thierno Barry
Thierno Mamadou Barry (* 21. října 2002) je francouzský profesionální fotbalista, který hraje na pozici útočníka za anglický klub Everton FC.

## Klubová kariéra

### Počátky kariéry
Barry se narodil v Lyonu a hrál za SC Toulon, než v roce 2021 přestoupil do FC Sochaux-Montbéliard; zpočátku byl přiřazen k rezervnímu týmu v Championnat National 3. I když pravidelně skóroval, nikdy si nezahrál za první tým.
Dne 6. července 2022, po úspěšném zkušebním období, Barry získal kontrakt na dvě sezóny s Beverenem v Belgii. Sezónu zakončil s 20 vstřelenými góly, když s klubem těsně přišel o postup.

### Basilej
Dne 3. července 2023 oznámil švýcarský klub FC Basilej, že Barry s ním podepsal čtyřletou smlouvu. K prvnímu týmu se připojil na sezónu 2023/24 pod vedením trenéra Tima Schultze. Po odehrání dvou přípravných zápasů debutoval Barry 22. července za klub v ligovém utkání v Kybunparku proti St. Gallenu. Barry obdržel v 69. minutě druhou žlutou kartu a byl vyloučen, zatímco Basilej zápas prohrál 2:1.
Barry vstřelil svůj první gól za svůj nový klub v následujícím zápase o pět dní později 27. července, když nastoupil v prvním zápase druhého kola kvalifikace Evropské konferenční ligy UEFA proti Tobolu z Kazachstánu. Barry byl však později v zápase přímo vyloučen po červené kartě a byl tak vyloučen podruhé ve svých prvních dvou soutěžních vystoupeních za klub. Basilej nakonec utrpěl porážku 3:1.

### Villarreal
Dne 21. srpna 2024 Barry podepsal smlouvu na pět let s klubem Villarreal CF v La Lize. Ve své první sezóně v La Lize Barry vstřelil 11 gólů ve 35 zápasech.

### Everton
Dne 9. července 2025 podepsal Barry čtyřletou smlouvu s klubem Everton FC v Premier League.

## Reprezentační kariéra
Barry byl povolán do týmu Francie U21 na Mistrovství Evropy ve fotbale do 21 let 2025.

## Osobní život
Barry se narodil ve Francii a je guinejského původu.

## Statistiky

### Klubové
Platí k zápasu hranému 25. května 2025.
| Klub              | Sezóna            | Liga                   | Liga   | Liga | Národní pohár | Národní pohár | Ligový pohár | Ligový pohár | Kontinentální | Kontinentální | Celkově | Celkově |
| Klub              | Sezóna            | Soutěž                 | Zápasy | Góly | Zápasy        | Góly          | Zápasy       | Góly         | Zápasy        | Góly          | Zápasy  | Góly    |
| ----------------- | ----------------- | ---------------------- | ------ | ---- | ------------- | ------------- | ------------ | ------------ | ------------- | ------------- | ------- | ------- |
| Sochaux B         | 2021/22           | Championnat National 3 | 22     | 10   | —             | —             | —            | —            | —             | —             | 22      | 10      |
| Beveren           | 2022/23           | Challenger Pro League  | 31     | 20   | 2             | 0             | —            | —            | —             | —             | 33      | 20      |
| Basilej           | 2023/24           | Švýcarská Super League | 35     | 9    | 1             | 2             | —            | —            | 1             | 1             | 37      | 12      |
| Basilej           | 2024/25           | Švýcarská Super League | 3      | 5    | 1             | 3             | —            | —            | —             | —             | 4       | 8       |
| Basilej           | Celkově           | Celkově                | 38     | 14   | 2             | 5             | —            | —            | 1             | 1             | 41      | 20      |
| Villarreal        | 2024/25           | La Liga                | 35     | 11   | 2             | 0             | —            | —            | —             | —             | 37      | 11      |
| Everton           | 2025/26           | Premier League         | 0      | 0    | 0             | 0             | 0            | 0            | —             | —             | 0       | 0       |
| Celkově v kariéře | Celkově v kariéře | Celkově v kariéře      | 124    | 55   | 5             | 5             | 0            | 0            | 1             | 1             | 130     | 61      |